# Саут-Стак
Саут-Стак (англ. South Stack, валл. Ynys Lawd) — небольшой скалистый остров в Ирландском море. Входит в состав Уэльса и располагается к западу от острова Холи-Айленд, от которого отделён узким проливом шириной в 30 м.

## Маяк
На острове возвышается маяк, представляющий собою круглую в основании, белую каменную башню высотой в 28 м, увенчанную огороженной площадкой с маячным фонарём. Фокальная плоскость маяка находится на высоте 60 м. Каждые 10 сек. даёт белую вспышку, заметную на расстоянии в 20 морских миль. Оборудован туманным горном, звук от которого слышен в 2 морских милях от маяка. Режим работы горна: один 3-хсекундный сигнал каждые 30 сек. Маяк работает в автоматическом режиме и контролируется из офиса Тринити-Хауса, находящегося в Гарвиче.

## История

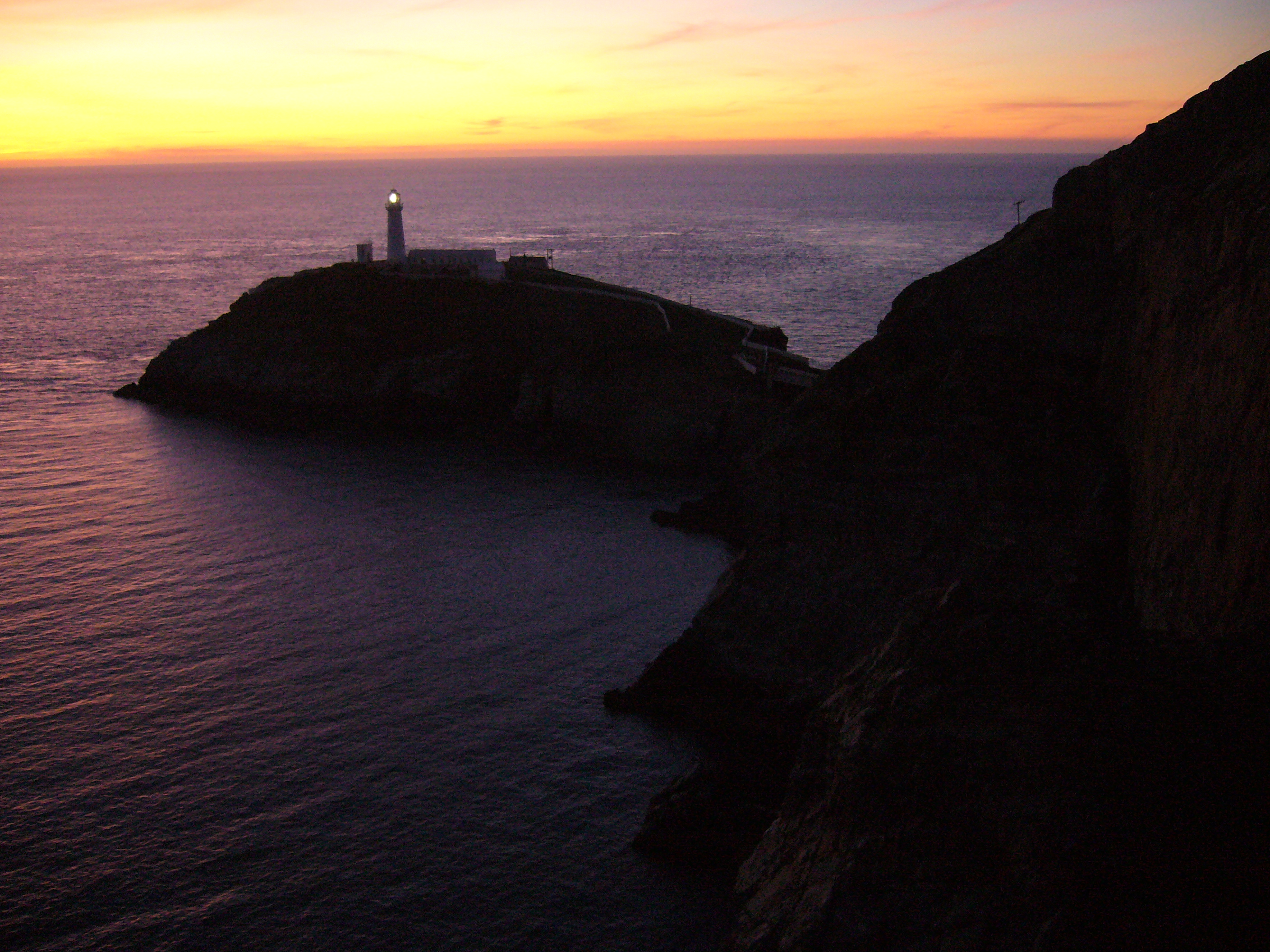
Маяк на закате

Идея установки маяка на Саут-Стак была официально обозначена в 1665 г., когда Карлу II была подана петиция с просьбой выдать патент на такое строительство. Петиция не была удовлетворена, и возведение маяка оказалось отложенным на полтора века. Лишь в августе 1808 г., после того как судоходство между Уэльсом и Ирландией увеличилось — чему способствовало подписание Акта об унии Великобритании и Ирландии, — британский инженер Дэниел Александер начал на острове строительные работы. За год маяк был готов и его открытие состоялось 9 февраля 1809 г. В 1854 г. на острове был установлен туманный горн, а в 1938 г. маяк электрифицировали. В 1984 г. станцию перевели в автоматический режим, и 12 сентября смотрителя маяка с острова убрали.
Саут-Стак соединён с Холи-Айлендом мостом, построенным в 1997 г. Первоначально пролив, их разделяющий, пересекала канатная дорога, которую в 1828 г. заменили железным висячим мостом полутораметровой ширины, а в 1964 г. — алюминиевым балочным.

## В культуре
- Фотография на обложку альбома Siren британской арт-рок группы «Roxy Music» сделана на Саут-Стак чуть ниже главного пролёта моста.[4]